# Bușteni
Bușteni (pronunciat en romanès: [buʃˈtenʲ]) és una petita ciutat de muntanya al nord del comtat de Prahova, Muntènia (Romania). Es troba a la vall de Prahova, al fons de les muntanyes Bucegi, que tenen una altitud màxima de 2505 m. El seu nom significa literalment troncs d'arbres en romanès. Un poble, Poiana Țapului, forma part administrativament de la ciutat, antiga comuna separada abans del 1950. Segons el cens del 2011, té 8.894 habitants.
L'altitud mitjana de Bușteni és de 900 m. És una de les estacions de muntanya més populars de Romania amb activitat turística durant tot l'any, gràcies a l'esquí i l'alpinisme.
La ciutat i les muntanyes dels voltants van ser lloc d'enfrontaments militars el 1916, durant la Primera Guerra Mundial. Un gran monument commemoratiu (uns 25 m), la Creu dels Herois (Crucea Eroilor) es troba a prop del pic Caraiman, a prop de 2,260 m (7.410 peus). El monument està il·luminat a la nit i és visible des de pràcticament qualsevol lloc de Bușteni. Les principals indústries locals són la indústria de la fusta i el turisme.

## Fills il·lustres
- Ana Maria Brânză: esgrimista[1]
- Alina Dumitru: judoka[2]
- Simona Halep: jugadora de tennis
- Adrian Mutu: futbolista

## Relacions Internacionals
Bușteni està agermanat amb:
- Moissy-Cramayel, França, des del 1993
- Djerba-Midoun, Tunísia, des del 2000

## Galeria d'imatges

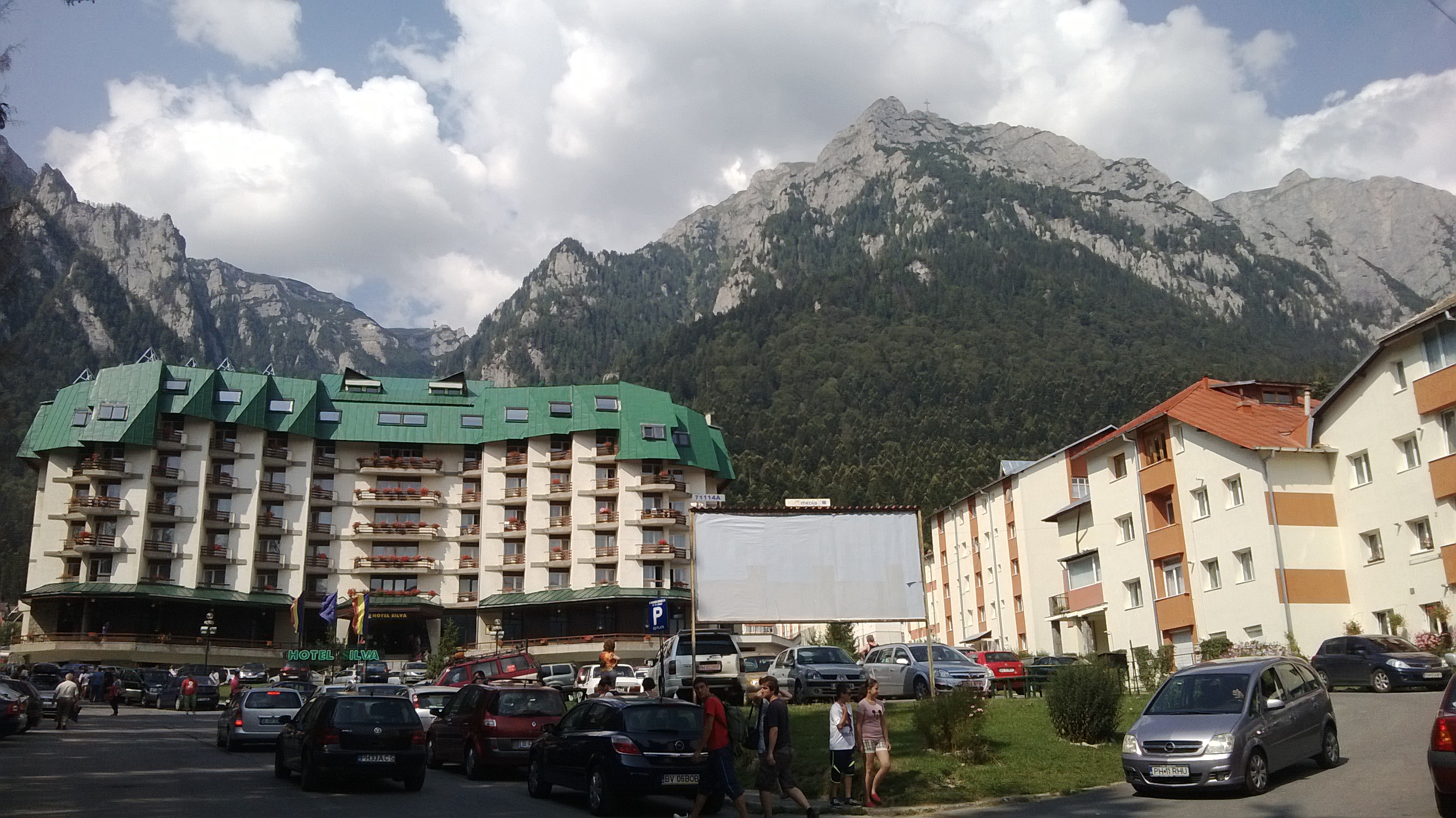
Muntanya Bușteni i Bucegi
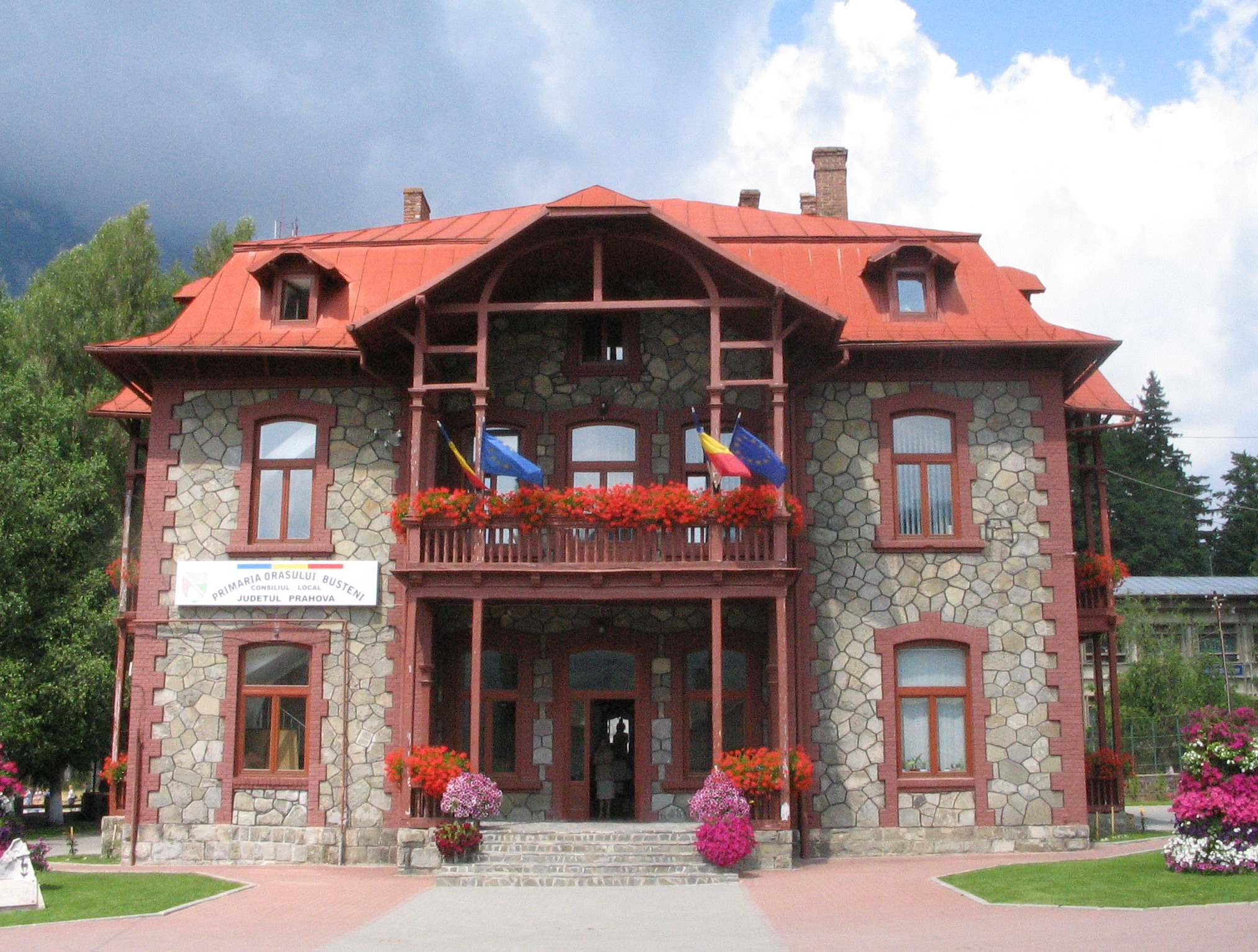
Ajuntament
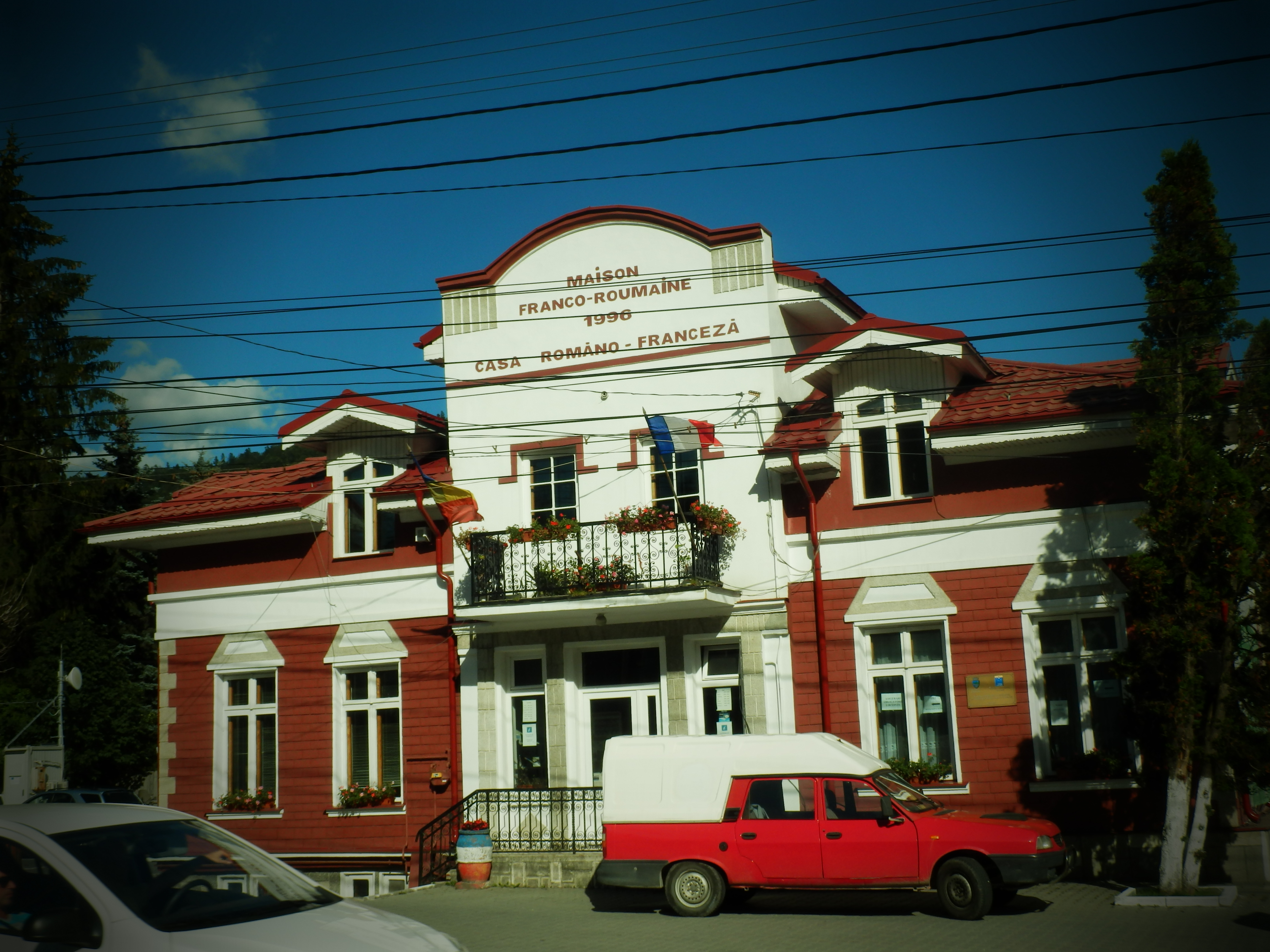
Casa romanès-francesa
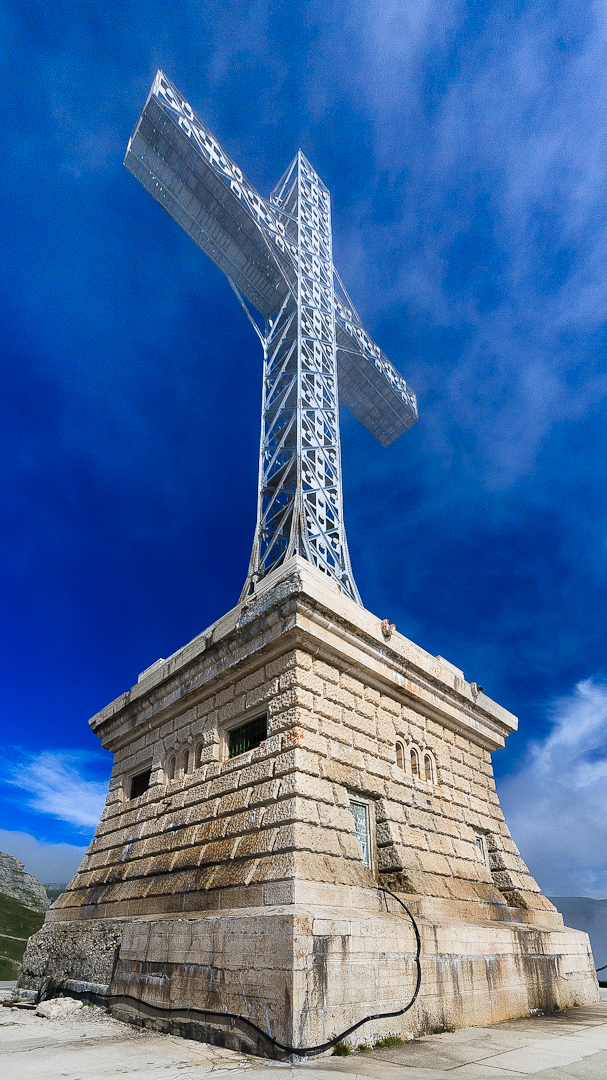
Creu dels Herois Nacionals al mont Caraiman
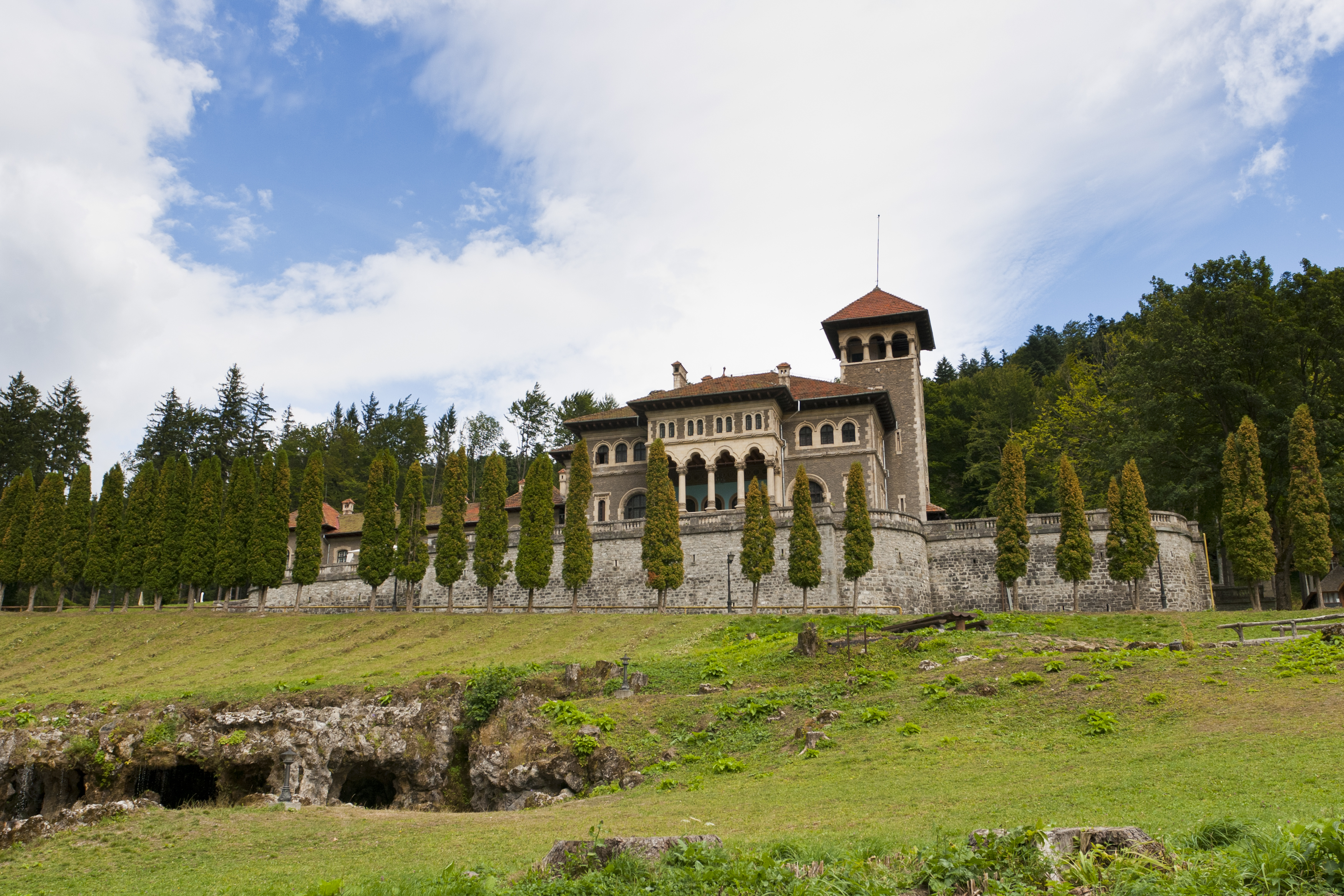
Castell Cantacuzino
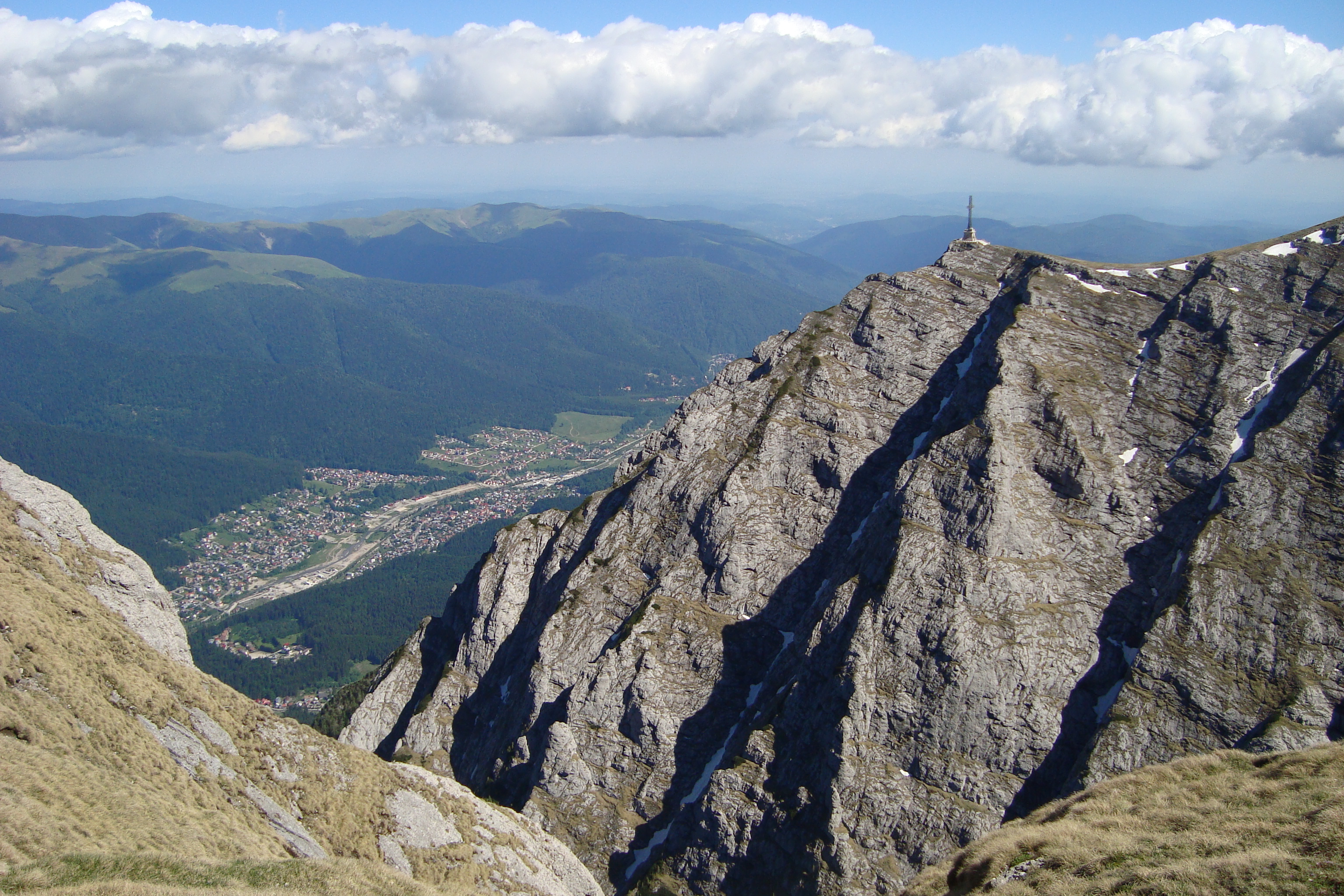
Creu dels Herois i Bușteni